# Kanton Sedan-3
Kanton Sedan-3 (fr. Canton de Sedan-3) je francouzský kanton v departementu Ardensko v regionu Grand Est. Tvoří ho 10 obcí a část města Sedan. Zřízen byl v roce 2015.

## Obce kantonu
- Balan
- Bazeilles
- Daigny
- Francheval
- La Moncelle
- Pouru-aux-Bois
- Pouru-Saint-Remy
- Rubécourt-et-Lamécourt
- Sedan (část)
- Villers-Cernay